# Haidergarh
Haidergarh é uma cidade e uma nagar panchayat no distrito de Barabanki, no estado indiano de Uttar Pradesh.

## Demografia
Segundo o censo de 2001, Haidergarh tinha uma população de 14,043 habitantes. Os indivíduos do sexo masculino constituem 53% da população e os do sexo feminino 47%. Haidergarh tem uma taxa de literacia de 58%, inferior à média nacional de 59.5%: a literacia no sexo masculino é de 64% e no sexo feminino é de 51%. Em Haidergarh, 18% da população está abaixo dos 6 anos de idade.